# Jalousie (film, 1946)
Pour les articles homonymes, voir Jalousie (homonymie).
Pour plus de détails, voir Fiche technique et Distribution.
Jalousie (Deception) est un film dramatique américain réalisé par Irving Rapper, sorti en 1946.

## Synopsis
Le film débute avec un concert lorsque Christine Radcliffe (Bette Davis) arrive au concert ou son amoureux du temps ayant quitté les États-Unis plusieurs années auparavant pour l'Europe durant la seconde guerre Mondiale revient aux États-Unis et celle-ci le retrouve dans les pages du journal et se présente de manière impromptue au concert donnant lieu à des retrouvailles émouvantes. Christine Radcliffe (Bette Davis) amène son futur conjoint à son appartement, un penthouse situé dans le haut d'un édifice commercial. Ce dernier Paul Henreid, est stupéfait de la richesse et l'abondance dans laquelle sa Radcliffe vit! 
Il devient par la suite très agressif en lui demandant comment elle a pu trouver un tel appartement avec les revenus d'une simple musicienne.
C'est alors qu'elle fait comprendre à Paul Henreid qu'elle a pris des étudiants, de riches étudiants et ce n'est que lorsque Claude Rains, Hollenius entre en scène que Karel Novak (Paul Henreid) va découvrir que dans les faits Davis portant désormais le nom de Christine Radcliffe a menti. Le soir des noces de Christine et Karel, Hollenius fait une apparition soudaine à la grande surprise de Christine et lorsque celle-ci joue une pièce au piano pour ses invités, Hollenius pris de rage casse sa coupe de champagne entre ses mains, étant rempli de rage ce qui met tous les invités très mal à l’aise car il y a eu un certain nombre de potinages. La fête prend fin abruptement!
Par la suite Hollenius va confier à Karel Novak son manuscrit pour que ce dernier puisse l'apprendre pour un concert qu'il doit donner dans un mois. Karel Novak est témoin à quelques reprises d'altercations entre Christine Radcliffe (Davis) et Hollenius (Rains). L'apogée est lors de la soirée de noces de Christine et Karel lorsque Hollenius fait son entrée dans le penthouse à la grande surprise de tous les invités qui sont très mal à l'aise de la situation. Hollenius va se faire un plaisir de jouer le jeu et de mettre Christine Radcliffe dans un état second lui demandant sans cesse des choses tel un verre de champagne du Caviar et j'en passe...
Le film prend une tournure dramatique lorsque Christine va chez Hollenius avant le concert, ayant tenté de demander à Bertram Gribble, la personne responsable, de remplacer Karel Novak au besoin de se préparer pour un éventuel remplacement. Christine Radcliffe (Davis) a découvert le stratagème d'Hollenius et c'est pourquoi, n'ayant pu acheter Bertram Gribble au prix de 2000 $ dans un taxi lors d'une journée pluvieuse ou Christine Radcliffe (Davis) à ramassé Gribble au passage, plus tard, lors de la conduite de la séance de répétition générale, Hollenius va tout faire pour pousser Karel Novak au bout de lui-même en interrompant la répétition à plusieurs reprises, soi-disant pour un problème de rythme au niveau de la flûte traversière. Hollénius finit par pousser Novak à bout et lui demande de quitter la scène, le remplaçant par Bertram Gribble. C'est alors que Radcliffee décide d'aller chez Hollenius le soir du concert pour le tuer afin de s'assurer que son mari puisse jouer le solo de violoncelle au concert prévu pour le soir même, car Hollenius avait l'intention de demander à Bertram Gribble de jouer le solo à la place de Karel Novak, et cela, Christine (Davis) ne pouvait le tolérer. 

## Autour du film
Ce film est le seul film de Davis à avoir perdu de l'argent pour Warner. Lors du tournage, Davis souffrait de  problèmes, tant professionnels que personnels. Ce n'est qu’après avoir quitté Warner pour Century Fox & Universal Studio où elle tournerait All about Eve qu'elle ferait un retour remarqué au grand écran, avec une nomination aux Oscars comme meilleure actrice, et ensuite avec What ever happened to Baby Jane en 1962.

## Fiche technique
- Titre français : Jalousie
- Titre original : Deception
- Réalisation : Irving Rapper
- Scénario : John Collier et Joseph Than d'après la pièce Monsieur Lambertheir aka Satan aka Jealousy de Louis Verneuil
- Production : Henry Blanke et Jack L. Warner (producteur exécutif)
- Société de production : Warner Bros. Pictures
- Musique : Erich Wolfgang Korngold
- Photographie : Ernest Haller
- Effets visuels : Edwin B. DuPar
- Montage : Alan Crosland Jr.
- Direction artistique : Anton Grot
- Décorateur de plateau : George James Hopkins
- Costumes : Bernard Newman
- Pays de production :  États-Unis
- Format : Noir et blanc - Son : Mono (RCA Sound System)
- Genre : Drame
- Durée : 110 minutes
- Dates de sortie : 
  - États-Unis : 18 octobre 1946
  - France : 18 mars 1948

## Distribution
- Bette Davis : Christine Radcliffe
- Paul Henreid : Karel Novak
- Claude Rains : Alexander Hollenius
- John Abbott : Bertram Gribble
- Benson Fong : Jimmy

Acteurs non crédités
- Gino Corrado : Un serveur
- Jean De Briac : André
- Cyril Delevanti : Un mendiant
- Kenneth Hunter : Un gérant
- Louis Mercier : Un serveur